# دريم هوست
دريم هوست (بالإنجليزية: DreamHost)‏ هو مزود استضافة ويب ومسجل لأسماء النطاقات يقع مقر الشركة في بري، كاليفورنيا. وهي مملوكة لشركة New Dream Network, LLC، التي تأسست في عام 1996 على يد دالاس بيثون، وجوش جونز، ومايكل رودريغيز، وسيج ويل، وهم طلاب جامعيون في كلية هارفي مود في كليرمونت، كاليفورنيا، وتم تسجيلها في عام 1997 من قبل مايكل رودريغيز. بدأت DreamHost في استضافة مواقع العملاء في عام 1997.
منذ فبراير عام 2016، توظف دريم هوست حوالي 200 شخص ولديها ما يقرب من 400000 عميل حول العالم من أكثر من 100 دولة مختلفة.

## خدمات دريم هوست
تقدم دريم هوست العديد من الخدمات منها:
- استضافة المواقع
- استضافة الووردبريس
- منشئ المواقع
- خدمات البريد الإلكتروني